# Asociația Memorialul Revoluției din Timișoara
Asociația Memorialul Revoluției din Timișoara este o asociație înființată la Timișoara în 1990 cu scopul menținerii amintirii despre revoluția română din 1989.

## Istoric
Asociația Memorialul Revoluției 16-22 Decembrie din Timișoara, este un ansamblu de interes național (O. G. nr. 46 din 30 ianuarie 2000) și de utilitate publică (H.G. nr.1039 din 19 octombrie 2011), cu sediul în Timișoara, Str.Popa Șapcă Nr.3-5, spațiu asigurat de către Ministerul Apărării Naționale prin H.G. nr. 1063 din 26.10.2011.
Memorialul Revoluției Timișoara s-a constituit în anul 1990, pe 26 aprilie, din inițiativa unor consilieri locali, artiști plastici, arhitecți, ingineri, scriitori, preoți, care doreau realizarea în Timișoara a unui memorial dedicat cinstirii Eroilor Martiri ai Revoluției din Decembrie 1989. 
Îi amintim, în cele ce urmează, pe toți cei care au pus bazele Memorialului Revoluției: ing. Vilmos Soós, dr. ing. Gheorghe Ciuhandu, Camelia Lupu, dr. Virgil Feier, prof. Liviu Ciocârlie, dr. ing. Victor Gioncu, acad. Dan Mateescu, ing. Alexandru Dan, arh. Mihai Botescu, dr. ing. Teodor Ciomocoș, dr. ing. Gheorghe Mercea, ec. Nicolae Secoșan, arh. Radu Grumeza, arh. Nicolae Dancu, ing. Vasile Percec, arh. Mircea Crăculeac, arh. Șerban Sturza, arh. Ionel Pop, arh. Dan Popa, artiștii plastici Constantin Flondor-Străin, Doru Tulcan, Leon Vreme, ing. Kurt Müller, ing. Sorin Neagoe, dr. Florian Gâldău, ing. Eugen Dușoi, dr. Nicolae  Corneanu (Mitropolitul Banatului), ulterior semnând adeziuni și arh. Pompiliu Alămorean, arh. Dan Radoslav, arh. Sanda Murdunescu, Alexandru Factor, Ștefan Dună, ing. Vasile Ciupa, dr. Traian Orban, Ioan Bânciu, Ilie Stroe, Victor Popa și Constantin Arcan.
Din anul 2000, ca urmare a Legii 152/2000, asociația a fost declarată administratoarea Centrului Național de Documentare și informare Publică despre Revoluția din 1989. Astfel, asociația a primit subvenții de la bugetul de stat, prin intermediul Ministerului Culturii.
În anul 2011 primește titulatura de asociație de utilitate publică. În 2019 Memorialul Revoluției este decorată de către Președinția României cu decorația Meritul Cultural în grad de Cavaler, categoria E („Patrimoniul cultural național”).

## Activități
Asociația Memorialul Revoluției s-a remarcat prin construirea, în Timișoara, a 12 monumente ale unor artiști plastici, care marchează locurile unde au căzut numeroși morți și răniți în timpul evenimentelor din 1989. Proiectul a fost realizat în primii ani de la Revoluție, cu sprijinul societății civile locale, al administrației Municipiului Timișoara, al Primăriei, societăților comerciale, al persoanelor fizice care au donat și sponsorizat lucrările.
Aceste monumente au fost realizate de sculptorii Victor Gaga (Fântâna Martirilor, în spatele Grădinii de vară „Capitol”), Petru Jecza (Pieta, la Podul Decebal și Martirii, în spatele Muzeului Banatului), Marian Zidaru (Biserica plângătoare, în Piața Küttl), Béla Szakács (Omul țintă, în Piața 700), Paul Vasilescu (Eroica, în Calea Lipovei), Ștefan Călărășanu (Clopotul Libertății, în Piața Traian), Ingo Glass (Deschidere, lângă Spitalul Județean), Silvia Radu (Sfântul Gheorghe, în Piața Sfântul Gheorghe), Gheorghe Iliescu-Călinești (Evoluție, lângă Hotelul „Continental”), Constantin Popovici (Învingătorul, pe Bd. Take Ionescu) și Ștefan Kelemen (Monument omagial, în Complexul Studențesc). Tot cu caracter omagial este Complexul Memorial din Cimitirul Eroilor, care cuprinde: Monumentul vertical cu flacăra eternă, proiectat de arh. Ionel Pop, Capela Eroilor, concepută de arh. Pompiliu Alămurean și Mormintele simbolice, proiectate de arh. Liviu Brebe. 
În prezent, la Memorial se află singura porțiune din Zidul Berlinului din România, pusă la dispoziția vizitatorilor, pentru a sublinia importanța anului 1989 și schimbările ce au urmat în fostele țări comuniste din Europa. În fața instituției noastre avem alte trei sculpturi: Clopotul Libertății (Ștefan Călărășanu), Coloana Eroilor și a Victimelor Revoluției (Eugen Barzu) și Monumentul dedicat Eroilor Martiri din Revoluție  (Alexandru Perța-Cuza și Nicolae Man).
https://memorialulrevolutiei.ro/monumente-timisoara/
La sediul asociației este amenajat un muzeu al revoluției, cu fotografii din decembrie 1989, artefacte și înregistrări audio și video.

### Volume publicate
Asociația a editat cîteva volume consacrate revoluției din 1989.
- Atunci ne-am mântuit de frică     (album fotografic), 1999
- Întrebări cu și fără răspuns,     Editura Mirton 2001
- Documente '89 - Procesul de la Timișoara, vol. I - vol. IX: https://memorialulrevolutiei.ro/procesul-de-la-timisoara/
- Memorial 1989, buletin științific și de informare, nr. 1-31: https://memorialulrevolutiei.ro/revista-memorial/
- Procesul lui Nicu Ceaușescu, vol. I, II: https://memorialulrevolutiei.ro/procesul-lui-nicu-ceausescu-2/
- Peste 30 de publicații: https://memorialulrevolutiei.ro/alte-publicatii/

Din anul 2010 are propria editură cu numele Editura Memorialul Revoluției 1989.

## Sediul
Sediul asociației este în Timișoara, str. Emanoil Ungureanu 8. Clădirea a fost primită de asociație în folosință de la Primăria Municipiului Timișoara pentru 99 de ani. În momentul primirii clădirii aceasta era o ruină. Cu investiții de 17 miliarde lei vechi, subvenții de la bugetul statului, clădirea a fost reparată devenind folosibilă, și s-a construit chiar un nou etaj. Fiind însă casă naționalizată, urmașii foștilor proprietari au revendicat clădirea. Inițial au acceptat despăgubiri bănești, dar datorită creșterii prețurilor pe piața imobiliară și lucrărilor făcute la clădire, au ajuns la concluzia că e preferabil să înapoieze despăgubirile și să ceară restituire în natură, ceea ce legea le-a dat dreptul ca urmare a schimbării legilor cu privire la casele naționalizate. În martie 2007 Curtea de Apel Timișoara a confirmat o hotărîre anterioară a Tribunalului Timiș cu privire la restituirea în natură a clădirii în care funcționează Asociația Memorialul Revoluției, un recurs fiind în curs de judecată la Înalta Curte de Casație și Justiție.

## Conducere
Președinte al asociației este Traian Orban, rănit în revoluția din 1989.

## Legături externe
- Pagina web a asociației Arhivat în 18 februarie 2020, la Wayback Machine.
- https://www.facebook.com/MemorialulRevolutiei/
- https://www.instagram.com/memorialulrevolutiei/
- https://www.tiktok.com/@memorialulrevolutiei
- https://cercetare-memorialulrevolutiei1989.ro/
- https://www.editura-memorialulrevolutiei1989.ro/